# نسل‌کشی ارمنی‌ها (فیلم)
نسل‌کشی ارمنی‌ها (ارمنی: Հայոց ցեղասպանություն؛ انگلیسی: The Armenian Genocide) یک فیلم مستند تلویزیونی است محصول شبکه پی‌بی‌اس که در سال ۲۰۰۶ تولید شده است. این فیلم دربارهٔ کشتار ۱٫۵ میلیون ارمنی توسط دولت ترکان عثمانی در دوره جنگ جهانی اول می‌باشد. این فیلم توسط اندرو گولدبرگ تهیه‌کنندگی، کارگردانی نویسندگی شده است. این فیلم در تاریخ ۱۷ آوریل ۲۰۰۶ از طریق ایستگاه‌های شبکه پی‌بی‌اس به نمایش درآمد. راویان این فیلم ستارگان هالیوود: اورلاندو بلوم، اد هریس، لورا لینی، جرد لتو، جولیانا مارگولیس و ناتالی پورتمن هستند.